# 素晴らしきかな、人生
『素晴らしきかな、人生』（すばらしきかなじんせい、Collateral Beauty）は、2016年にアメリカ合衆国で公開のドラマ映画である。監督はデヴィッド・フランケル、主演はウィル・スミスが務める。

## 概略
ニューヨークの広告代理店で働くハワードがある悲劇に巻き込まれた。そこから生じる様々な出来事が描かれていく。

## キャスト
※括弧内は日本語吹替。
- ハワード - ウィル・スミス（東地宏樹）
- ホイット - エドワード・ノートン（宮本充）
- エイミー - キーラ・ナイトレイ（渋谷はるか）
- サイモン - マイケル・ペーニャ（岩崎正寛）
- マデリン - ナオミ・ハリス（浅野まゆみ）
- ラフィ - ジェイコブ・ラティモア（英語版）（奈良徹）
- クレア - ケイト・ウィンスレット（加藤有生子）
- ブリジット - ヘレン・ミレン（一柳みる）
- サリー・プライス - アン・ダウド
- ホイットの母親 - メアリー・ベス・ペイル（英語版）
- トレヴァーの母親 - ライザ・コロン＝ザヤス（英語版）
- アダムの母親 - ナタリー・ゴールド（英語版）
- スタン - エンリケ・ムルシアーノ（クレジットなし）

## 製作
2015年5月13日、ヒュー・ジャックマンとルーニー・マーラがマイケル・シュガー、バード・ドロス製作、アルフォンソ・ゴメス＝レホン監督、アラン・ローブ脚本の新作映画で主演を務めると報じられた。6月9日、パームスター・メディアとライクリー・ストーリーが本作に出資するとの報道があった。15日、ジェイソン・シーゲルが本作の出演交渉に臨んでいると報じられた。7月15日、ジャックマンがスケジュールの関係で降板した。プロデューサーはジャックマンの代役としてジョニー・デップを希望し、交渉を開始した。8月4日、最終的にウィル・スミスがジャックマンの代役として起用された。スミスは自身が経営するオーバーブック・エンターテインメントを通して製作にも関与すると報じられた。9月8日、ニュー・ライン・シネマは本作の全世界配給権を獲得した。同日、ルーニー・マーラの降板が発表された。10月5日、ゴメス＝レホン監督が製作側との意見の相違のために降板すると報じられた。11月8日、デヴィッド・フランケルが本作の監督に起用される見込みであるとの報道があった。12月1日、ヘレン・ミレンが本作の出演交渉に臨んでいると報じられた。2016年1月14日、マイケル・ペーニャ、エドワード・ノートン、ナオミ・ハリスの出演が決まった。2月8日、ヴィレッジ・ロードショー・ピクチャーズが本作に出資することになった。9日、キーラ・ナイトレイの出演が決まった。10日、ケイト・ウィンスレットが出演することが決まった。3月10日、アン・ダウドが本作への出演契約を結んだと報じられた。
2016年2月22日、本作の主要撮影がニューヨークで始まった。

## 興行収入
本作は大ヒットが見込まれる大作映画『ローグ・ワン/スター・ウォーズ・ストーリー』と同じ週に公開されるために、週末興行収入が1100万ドルから1300万ドルの間になるという予測が出ていたが、実際の数字はそれを下回るものであった。2016年12月13日、本作は全米3028館で封切られ、公開初週末に710万ドルを稼ぎ出し、週末興行収入ランキング初登場4位となった。なお、この数字はウィル・スミス主演作品としては最低の記録となった。